# Eophileurus variolipennis
Eophileurus variolipennis är en skalbaggsart som beskrevs av Heinrich Bernward Prell 1913. Eophileurus variolipennis ingår i släktet Eophileurus och familjen Dynastidae. Inga underarter finns listade i Catalogue of Life.